# Sinaballaj
Sinaballaj là một đô thị trong quận Kavajë thuộc hạt Tirana, Albania. Dân số năm 2005 là 1947 người.